# Американо-кипрские отношения
Американо-кипрские отношения — двусторонние дипломатические отношения  между США и Республикой Кипр. 

## История
В 1960 году Соединённые Штаты установили дипломатические отношения с Республикой Кипр, после обретения последним независимости от Великобритании. Вскоре после основания республики возникли серьёзные разногласия между киприотами-греками и киприотами-турками из-за видения будущей конституции государства. В 1960-е и в начале 1970-х годах межобщинная напряжённость переросла в вооружённый конфликт с участием Греции и Турции. С 1974 года Кипр де-факто разделен на Республику Кипр, которая контролирует две трети острова, а остающуюся 1/3 острова контролируют киприоты-турки. В 1983 году турки-киприоты объявили о создании независимого государства Турецкая Республика Северного Кипра (ТРСК), которую Соединённые Штаты дипломатически не признают. Соединенные Штаты считают существующее положение на Кипре неприемлемым и прилагают усилия по достижению всеобъемлющего урегулирования для воссоединения острова в рамках федеративного государства. Администрация США рассматривает межобщинные переговоры киприотов под эгидой ООН в качестве наилучшего средства для достижения справедливого и прочного урегулирования. Соединённые Штаты призывают все стороны активизировать деятельность в достижении мира и прогресса.
Соединённые Штаты тесно сотрудничают с Республикой Кипр для продвижения общих трансатлантических приоритетов как на двусторонней основе, так и в контексте стратегического партнерства с Европейским союзом, к которому Республика Кипр присоединилась в 2004 году. Двустороннее партнерство продолжает развиваться в областях, представляющих общий интерес, таких как: содействие миру и безопасности в регионе, расширение возможностей для торговли и инвестиций, охрана культурного наследия. 

## Торговля
Экспорт из США и проекты с участием американских инвестиций, в первую очередь, сосредоточены в следующих областях: энергетики, финансовых услуг, туризма, логистики и поставки потребительских товаров. Импорт США из Республики Кипр: сельскохозяйственные продукты, соль и минералы. 